# Dracophyllum traversii
Dracophyllum traversii là một loài thực vật có hoa trong họ Thạch nam. Loài này được Hook.f. mô tả khoa học đầu tiên năm 1867.

## Hình ảnh

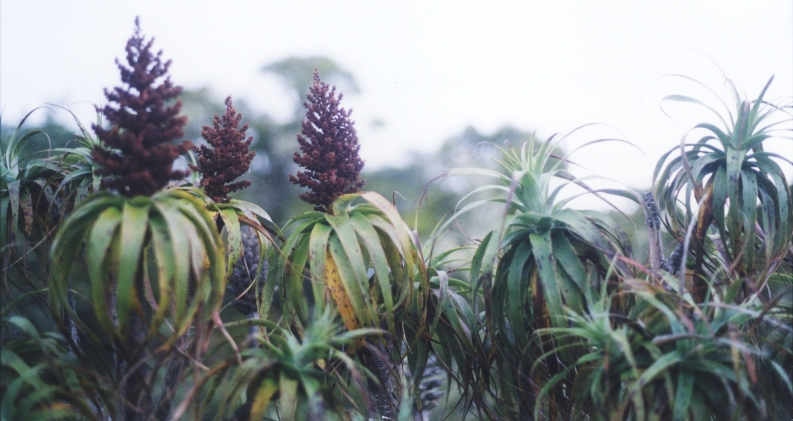
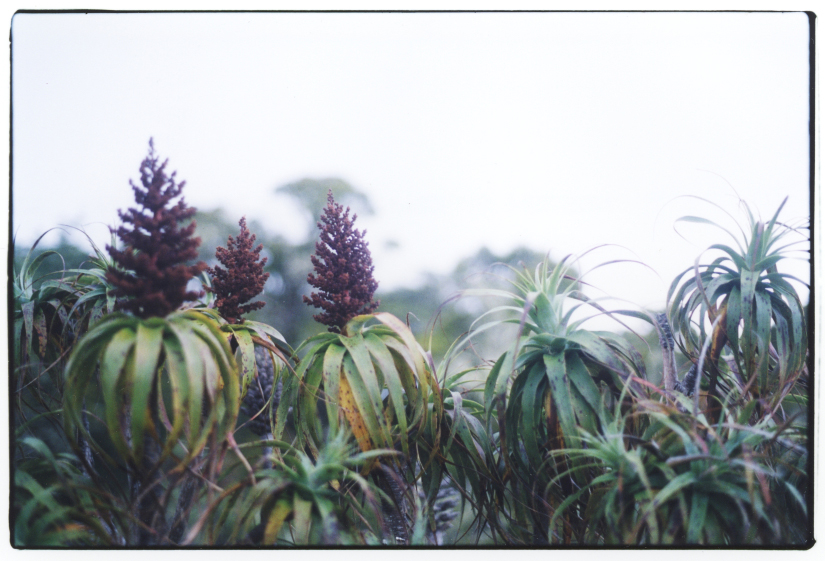